# SN 2004cb
SN 2004cb – supernowa typu Ia odkryta 12 maja 2004 roku w galaktyce E445-G20. W momencie odkrycia miała maksymalną jasność 15,80m.